# Nick Plastino
Nicholas „Nick“ Plastino (* 20. Februar 1986 in Sault Ste. Marie, Ontario) ist ein ehemaliger italo-kanadischer Eishockeyspieler.

## Karriere
Nick Plastino begann seine Karriere als Eishockeyspieler bei den Collingwood Blues, für die er in der Saison 2003/04 in der Ontario Junior Hockey League aktiv war. Anschließend spielte er drei Jahre lang für die Barrie Colts in der kanadischen Top-Juniorenliga Ontario Hockey League. Von 2007 bis 2011 stand der Verteidiger für Asiago Hockey in der italienischen Serie A1 auf dem Eis. Mit der Mannschaft gewann er in den Spielzeiten 2009/10 und 2010/11 jeweils den italienischen Meistertitel. Die Saison 2010/11 begann der Italo-Kanadier bei den Wheeling Nailers aus der ECHL, kehrte jedoch bereits nach nur 13 Spielen nach Europa zurück und unterschrieb im November 2010 einen Vertrag beim Bofors IK aus der HockeyAllsvenskan, der zweiten schwedischen Spielklasse. Für die Saison 2013/14 wurde er vom Elitserien-Aufsteiger Örebro HK verpflichtet. Nach einem Jahr dort wechselte er in die norwegische GET-ligaen zum amtierenden Meister Stavanger Oilers, mit dem er den Titel verteidigen konnte. Nach diesem Erfolg wechselte er im Sommer 2015 zu Tappara in die finnische Liiga und gewann dort 2016 ebenfalls den Meistertitel, dabei gehörte er mit 11 Scorerpunkte in 18 Play-off-Spielen zu den Leistungsträgern seines Teams. Aufgrund der gezeigten Leistungen wurden mehrere europäische Spitzenklubs auf Plastino aufmerksam, der schließlich einen Einjahresvertrag beim HC Slovan Bratislava aus der Kontinentalen Hockey-Liga unterschrieb.
Zur Saison 2017/18 wechselte der Verteidiger zum HC Ambrì-Piotta in die National League, er unterschrieb einen Einjahresvertrag.
Zur Saison 2020/21 kehrte Plastino nach Italien zurück und unterschrieb einen Einjahresvertrag beim HC Bozen. Dieser wurde in der Folge verlängert; zur Spielzeit 2022/23 schloss er sich zunächst dem Ligakonkurrenten EC VSV an. Im Juli 2022 wurde der Vertrag mit dem EC VSV aus persönlichen Gründen aufgelöst. Im November desselben Jahres unterzeichnete er einen Vertrag bis Saisonende 2022/23 beim HC Pustertal. Nach der Saison 2022/23 beendete er seine aktive Karriere.

### International
Im Herbst 2009 erlangte Plastino die italienische Staatsbürgerschaft und debütierte im Februar 2010 für die italienische Eishockeynationalmannschaft im Rahmen der Euro Ice Hockey Challenge.
Für Italien nahm Plastino an der Weltmeisterschaft der Division I 2011 sowie den Turnieren der Top-Division 2010 und 2012 teil. Zudem vertrat er Italien bei den Qualifikationsturnieren für die die Olympischen Winterspiele in Sotschi 2014 und die Olympischen Winterspiele 2018.

## Erfolge und Auszeichnungen
- 2010 Italienischer Meister mit Asiago Hockey
- 2011 Italienischer Meister mit Asiago Hockey
- 2015 Norwegischer Meister mit den Stavanger Oilers
- 2016 Finnischer Meister mit Tappara Tampere

### International
- 2011 Aufstieg in die Top-Division bei der Weltmeisterschaft der Division I, Gruppe A